# 현경초등학교 해운분교
현경초등학교 해운분교는 대한민국 전라남도 무안군에 있었던 공립 초등학교이다.

## 학교 연혁
- 1956년 5월 18일: 개교
- 1994년 9월 1일: 현경초등학교 해운분교로 개편
- 2018년 2월 28일: 폐교[1]

## 참고 자료
- 현경초등학교해운분교장 - 한국교육학술정보원 학교알리미